# Mbaéré Bodingué Nationalpark
Mbaéré-Bodingué Nationalpark er en nationalpark beliggende i den sydvestlige del af Centralafrikanske Republik. Den har et areal på 866 km². Parken ligger mellem floderne Mbaéré og Bodingué.

## Historie
Nationalparken blev oprettet i 2007 af Ministeriet for Vand, Skovbrug, Jagt og Fiskeri samt nedlagte Skovøkosystemer i Centralafrika (ECOFAC).

## Flora og fauna
I parken findes bl.a. naturtyperne savanne, lavlandskov med flodslette og regnskov. Området er en biotop for elefanter, gorillaer, bøfler, chimpanser, flodheste og og der lever mere end 400 forskellige fuglearter.